# KTM 450 SX-F
KTM 450 SX-F – austriacki Motocykl crossowy produkowany przez firmę KTM od 2007 roku.

## Dane techniczne/Osiągi
Silnik: singel

Pojemność silnika: 449 cm³

Moc maksymalna: 53 KM/8500 obr./min

Maksymalny moment obrotowy: 48 Nm/6800 obr./min

Prędkość maksymalna: brak danych

Przyspieszenie 0-100 km/h: brak danych
- Motocykl (2/2012); Wydawnictwo Motor-Presse Polska Sp. z o.o., Wrocław 2012, s. 66-76, ISSN 1230-767X.